# Doktor Mabuse
Doktor Mabuse (niem. Dr. Mabuse, der Spieler) – niemiecki film niemy z 1922 roku w reżyserii Fritza Langa.

## Tło powstania filmu
Fritz Lang, który bez powodzenia starał się o reżyserię filmu Gabinet doktora Caligari, zrekompensował to sobie realizacją filmu sensacyjnego, odwołującego się do popularnego opowiadania policyjnego Doktor Mabuse Norberta Jacques’a, a także do cyklu filmowego o Fantomasie autorstwa Louis Feuillade’a. Lang unikał w swoim filmie odwołań do nurtu ekspresjonistycznego, stawiając na realizm w analizie psychicznej bohaterów. Niemniej jednak w Doktorze Mabuse widoczne są cechy charakterystyczne dla ekspresjonizmu, na przykład operowanie kontrastem czerni i bieli oraz eksponowanie cieni; reżyser zastosował też symbole, między innymi formy koliste symbolizujące chaos czy powtórzenia wątków będące analogią do ówczesnej hiperinflacji w Niemczech.
Doktor Mabuse jest uznawany za pierwowzór kina kryminalnego. Lang wielokrotnie powracał do wątków tytułowej postaci: w 1932 roku ukazała się kontynuacja filmu pod nazwą Testament doktora Mabuse, a w 1960 roku Tysiąc oczu doktora Mabuse.

## Obsada

### Część I – Der Grobe Spieler. Ein Bild der Zeit
- Rudolf Klein-Rogge – dr Mabuse
- Bernhard Goetzke – prokurator Norbert von Wenk
- Aud Egede-Nissen – Cara Carozza
- Paul Richter – Edgar Hull
- Robert Forster-Larrinaga – Spörri
- Hans Adalbert von Schlettow – Georg
- Karl Huszar-Puffy – Hawasch
- Georg John – Pesch
- Gertrude Welcker – hrabina Tusy Told
- Alfred Abel – hrabia Told
- Julius Falkenstein – Karsten
- Lidia Potechina – Rosjanka
- Julius Herrmann – Emil Schramm

### Część II – Inferno. Ein Spiel von Menschen unserer Zeit
- Rudolf Klein-Rogge – dr Mabuse
- Bernhard Goetzke – prokurator Norbert von Wenk
- Gertrude Welcker – hrabina Tusy Told
- Alfred Abel – hrabia Told
- Robert Forster-Larrinaga – Spörri
- Hans Adalbert von Schlettow – Georg
- Karl Huszar-Puffy – Hawasch
- Georg John – Pesch
- Grete Berger – Fine
- Aud Egede-Nissen – Cara Carozza
- Karl Platen – kamerdyner Toldów

## Fabuła
Bohaterem filmu jest tytułowy doktor Mabuse – hazardzista i hipnotyzer, a także przywódca potężnego gangu zajmującego się mordem i praniem pieniędzy, który wykorzystuje chaos panujący w Republice Weimarskiej do poszerzenia swojej strefy wpływów. Do rozbicia gangu dąży prokurator von Wenk, któremu udaje się osiągnąć swój cel. Pojmany Mabuse popada w obłęd i zostaje osadzony w szpitalu psychiatrycznym.